# بيجو 408
بيجو 408 هي سيارة عائلية صغيرة من صناعة بيجو أنتجت في 2010. كُشف عنها في معرض بكين للسيارت في الصين في 25 يناير 2010م وبدأ بيعها في السوق الصينية في 8 أبريل 2010.